# غلوريا إسكوميل
غلوريا إسكوميل (بالفرنسية: Gloria Escomel) (ولدت في 15 أكتوبر 1941 في مونتيفيديو، أوروغواي) كاتبة كندية. انتقلت لأول مرة من أوروغواي إلى فرنسا في عام 1960 لدراسة الأدب في جامعة باريس، ثم انتقلت لاحقًا إلى كندا لمتابعة الدكتوراه في جامعة مونتريال. وهي مثلية الجنس علنا.
كانت أستاذة جامعية محاضرة في جامعة كيبيك في مونتريال من عام 1978 إلى عام 1988، وكتبت كصحفية لمنشورات مثل «شاتيلين» (بالفرنسية: Châtelaine) و«لاكتياليتي» (بالفرنسية: L'Actualité) و«برسبيكتيف» (بالفرنسية: Perspectives) و«لا غازيت دي فام» (بالفرنسية: La Gazette des femmes) و«لو دوفوار» (بالفرنسية: Le Devoir) و«لا ليبرتي» (بالفرنسية: La Liberté) و«لانوفال بار دي جور» (بالفرنسية: La Nouvelle barre du jour). حصلت على «جائزة جوديث جاسمن» عام 1988 عن مقالها في «لا غازيت دي فام» ما هو العمر الذي تستعد له: عصر ذهبي أم فضي؟» (بالإنجليزية: Quelle vieillesse vous préparez-vous: un âge d'or ou d'argent?)
كما نشرت روايات وقصص قصيرة ومسرحيات إذاعية «للإذاعة الأولى» (بالفرنسية: Première Chaîne) التابعة لهيئة الإذاعة الكندية بالإضافة إلى العديد من الوثائق السياسية لحكومة كيبك حول قضايا الإعاقة وحقوق المثليين وحقوق الإنسان.

## قائمة الأعمال
- 1980 - طاولة الاستماع أو اللولب الزمني (بالفرنسية: La table d'écoute ou le temps-spirale) (مسرحية)
- 1980 - ستتحدث عنها… وبعدها؟ (بالفرنسية: Tu en parleras… et après ?) (مسرحية)
- 1981 - لقد أنجبت ذاكرتي (بالفرنسية: J'enfante ma mémoire) (مسرحية)
- 1981 - العصا في العجلات (بالفرنسية: Des bâtons dans les roues) (مسرحية)
- 1983 - المدَبلَجة (بالفرنسية: La surdoublée) (مسرحية)
- 1988 - فاكهة العاطفة (بالفرنسية: Fruit de la passion) (رواية)
- 1992 - فخاخ (بالفرنسية: Pièges) (رواية)
- 1994 - مياه الذاكرة (بالفرنسية: Les eaux de la mémoire) (قصص قصيرة)